# Aplysinella
Aplysinella is een geslacht van sponsdieren uit de klasse van de Demospongiae (gewone sponzen).

## Soorten
- Aplysinella rhax (de Laubenfels, 1954)
- Aplysinella strongylata Bergquist, 1980